# Giro di Turchia
Il Giro di Turchia (nome ufficiale in inglese Presidential Cycling Tour of Turkey; in turco Cumhurbaşkanlığı Türkiye Bisiklet Turu, ma non viene impiegato ufficialmente) è una corsa a tappe maschile di ciclismo su strada che si disputa ogni anno in Turchia.
Gara storicamente riservata ai dilettanti, dal 2005 al 2016 ha fatto parte del calendario dell'UCI Europe Tour (dal 2005 al 2007 come prova di classe 2.2, nel 2008 e nel 2009 come prova 2.1, e dal 2010 al 2016 come gara 2.HC). Dal 2017 al 2019 il Giro di Turchia è stato incluso nel calendario dell'UCI World Tour, dove è rimasto fino al 2020, quando è stato retrocesso al calendario dell'UCI ProSeries.

## Albo d'oro
Aggiornato all'edizione 2025.
| Anno | Vincitore                             | Secondo                               | Terzo                                 |
| ---- | ------------------------------------- | ------------------------------------- | ------------------------------------- |
| 1963 | Rıfat Çalışkan                        |                                       |                                       |
| 1964 | Hasan Kılıç                           |                                       |                                       |
| 1965 | Rıfat Çalışkan                        |                                       |                                       |
| 1966 | Ivan Bobekov                          | Dimitar Kotev                         | Edward Weckx                          |
| 1967 | Dimitar Kotev                         | Rıfat Çalışkan                        | Roman Humenberger                     |
| 1968 | Alexandre Kulibin                     | Jindrich Marek                        | Gainan Saidkhuzhin                    |
| 1969 | Gainan Saidkhuzhin                    | Boris Šuchov                          | Alexandre Kulibin                     |
| 1970 | Slavcho Nikolov                       |                                       |                                       |
| 1971 | Constantin Ciocan                     |                                       |                                       |
| 1972 | Andrzej Karbowiak                     |                                       |                                       |
| 1973 | Ali Hüryılmaz                         |                                       |                                       |
| 1974 | Seyit Kırmızı                         |                                       |                                       |
| 1975 | Ali Hüryılmaz                         | André De Wolf                         | Yusuf Ecevit                          |
| 1976 | Vladímir Osokin                       |                                       |                                       |
| 1977 | Vladimir Shapovalov                   |                                       |                                       |
| 1978 | Vlastibor Konečný                     |                                       |                                       |
| 1979 | Jiří Škoda                            |                                       |                                       |
| 1980 | Jurij Kaširin                         |                                       |                                       |
| 1981 | Grozyo Kalchev                        | Jivkov                                | Hasan Can                             |
| 1982 | Zbigniew Szczepkowski                 | Lechosław Michalak                    | Dainis Liepiņš                        |
| 1983 | Mircea Romașcanu                      |                                       |                                       |
| 1984 | Nenčo Stajkov                         | Hristo Zaykov                         | Jozef Gaspar                          |
| 1985 | Mieczyslaw Poreba                     |                                       |                                       |
| 1986 | Jerzy Świnoga                         |                                       |                                       |
| 1987 | Aleksandr Krasnov                     |                                       |                                       |
| 1988 | Igor Nechayev                         |                                       |                                       |
| 1989 | Kanellos Kanellopoulos                |                                       |                                       |
| 1990 | Vitali Tolkatchev                     | Vadim Kravčenko                       | Skip Spangenburg                      |
| 1991 | Róbert Glajza                         | Vasile Mitrache                       | Michael Glöckner                      |
| 1992 | Stefan Steinweg                       |                                       |                                       |
| 1993 | Ivan Stanchev                         |                                       |                                       |
| 1994 | Krystian Zaydet                       |                                       |                                       |
| 1995 | Andrej Kivilëv                        | Vadim Kravčenko                       | Sergej Lavrenenko                     |
| 1996 | Dimitar Gospodinov                    | Ivajlo Gabrovski                      | Nadir Yavuz                           |
| 1997 | Kholefy El Sayed                      |                                       |                                       |
| 1998 | Erdinç Doğan                          | Igor Bonciucov                        |                                       |
| 1999 | Erdinç Doğan                          | Georgi Koev                           | Ahmed Mohamed Khaled                  |
| 2000 | Sergej Lavrenenko                     | Vadim Kravčenko                       | Hassan Maleki                         |
| 2001 | Mert Mutlu                            | Ghader Mizbani                        | Sergej Lavrenenko                     |
| 2002 | Ghader Mizbani                        | Daniel Petrov                         | Michael Haas                          |
| 2003 | Mert Mutlu                            | Ghader Mizbani                        | Muhammad El Aziz                      |
| 2004 | Ahad Kazemi                           | Hossein Askari                        | Svetoslav Tchanliev                   |
| 2005 | Svetoslav Tchanliev                   | Martin Prazdnovski                    | Evgeni Gerganov                       |
| 2006 | Ghader Mizbani                        | Hossein Askari                        | Igor Pugaci                           |
| 2007 | Ivajlo Gabrovski                      | Jan Sipeki                            | Hossein Askari                        |
| 2008 | David García Dapena                   | José Alberto Benítez                  | Pieter Jacobs                         |
| 2009 | Daryl Impey                           | Davide Malacarne                      | David García Dapena                   |
| 2010 | Giovanni Visconti                     | Tejay van Garderen                    | David Moncoutié                       |
| 2011 | Aleksandr Efimkin                     | Andrej Zejc                           | Thibaut Pinot                         |
| 2012 | Aleksandr D'jačenko                   | Danail Petrov                         | Adrián Palomares                      |
| 2013 | Natnael Berhane                       | Yoann Bagot                           | Maxime Mederel                        |
| 2014 | Adam Yates                            | Rein Taaramäe                         | Romain Hardy                          |
| 2015 | Kristijan Đurasek                     | Eduardo Sepúlveda                     | Jay McCarthy                          |
| 2016 | José Gonçalves                        | David Arroyo                          | Nikita Stal'nov                       |
| 2017 | Diego Ulissi                          | Jesper Hansen                         | Fausto Masnada                        |
| 2018 | Eduard Prades                         | Aleksej Lucenko                       | Nathan Haas                           |
| 2019 | Felix Großschartner                   | Valerio Conti                         | Merhawi Kudus                         |
| 2020 | annullato per la Pandemia di COVID-19 | annullato per la Pandemia di COVID-19 | annullato per la Pandemia di COVID-19 |
| 2021 | José Manuel Díaz                      | Jay Vine                              | Eduardo Sepúlveda                     |
| 2022 | Patrick Bevin                         | Jay Vine                              | Eduardo Sepúlveda                     |
| 2023 | Aleksej Lucenko                       | Ben Zwiehoff                          | Harold Tejada                         |
| 2024 | Frank van den Broek                   | Merhawi Kudus                         | Paul Double                           |
| 2025 | Wout Poels                            | Harold Martín López                   | Juan Guillermo Martínez               |

### Altre classifiche
| Anno | Punti                                 | Sprint                                | Scalatori                             |
| ---- | ------------------------------------- | ------------------------------------- | ------------------------------------- |
| 2010 | André Greipel                         | Christophe Kern                       | Rémi Pauriol                          |
| 2011 | Alessandro Petacchi                   | Arturo Mora                           | Luis Laverde                          |
| 2012 | Matthew Goss                          | Maksim Bel'kov                        | Marco Bandiera                        |
| 2013 | André Greipel                         | Michail Ignat'ev                      | Serhij Hrečyn                         |
| 2014 | Mark Cavendish                        | Mattia Pozzo                          | Marc de Maar                          |
| 2015 | Mark Cavendish                        | Lluís Mas                             | Juan Pablo Valencia                   |
| 2016 | Manuel Belletti                       | Lluís Mas                             | Przemysław Niemiec                    |
| 2017 | Edward Theuns                         | non assegnata                         | Mirco Maestri                         |
| 2018 | Sam Bennett                           | Onur Balkan                           | Grega Bole                            |
| 2019 | Sam Bennett                           | Feritcan Şamlı                        | Thimo Willems                         |
| 2020 | annullato per la Pandemia di COVID-19 | annullato per la Pandemia di COVID-19 | annullato per la Pandemia di COVID-19 |
| 2021 | Jasper Philipsen                      | Ivar Slik                             | Vitalij Buc                           |
| 2022 | Jasper Philipsen                      | Batuhan Özgür                         | Noah Granigan                         |
| 2023 | Jasper Philipsen                      | Jasper Philipsen                      | Jay Vine                              |
| 2024 | Tobias Lund Andresen                  | Vinzent Dorn                          | Vinzent Dorn                          |
| 2025 | Giovanni Lonardi                      | Willie Smit                           | Wout Poels                            |